# Mirco Mezzanotte
Mirco Mezzanotte (* 11. Februar 1974 in Borgo Valsugana) ist ein italienischer Skibergsteiger.

## Erfolge (Auswahl)
- 2002:
  - 1. Platz beim Mountain Attack
  - 9. Platz bei der Weltmeisterschaft Skibergsteigen Team mit Franco Nicolini

- 2003:
  - 3. Platz Europameisterschaft Skibergsteigen Team mit Camillo Vescovo
  - 4. Platz Trofeo Mezzalama (mit Vescovo und Giacomelli)
  - 8. Platz Europameisterschaft Skibergsteigen Kombinationswertung

- 2004: 8. Platz bei der Weltmeisterschaft Skibergsteigen Team mit Giacomelli

- 2005:
  - 2. Platz Weltcup Skibergsteigen Team (mit Giacomelli)
  - 3. Platz bei der Europameisterschaft Vertical Race

- 2006:
  - 10. Platz bei der Weltmeisterschaft Vertical Race
  - 1. beim Adamello Ski Raid (mit Lunger und Giacomelli)

- 2007: 5. Platz bei der Trofeo Mezzalama mit Graziano Boscacci und Ivan Murada

- 2008: Tagessieg bei der Hochgrat-Skirallye